# Дело «Тамам Шуд»
Дело «Тамам Шуд» (англ. Tamam Shud Case) — уголовное дело, возбуждённое по факту обнаружения тела неизвестного мужчины 1 декабря 1948 года на пляже Сомертон австралийского города Аделаида и не раскрытое до настоящего времени. Происшествие стало также известно как дело человека из Сомертона (англ. Somerton Man).
Случай считается одной из самых таинственных загадок в истории Австралии.
Существует множество спекуляций на тему личности погибшего и факторов, приведших к его смерти. Интерес общества к данному происшествию остаётся весьма значительным в силу ряда деталей дела: к примеру, в ходе расследования всплывали некоторые факты, указывающие на возможную причастность спецслужб к инциденту. Кроме того, более чем за семьдесят с лишним лет следствию так и не удалось точно определить обстоятельства его смерти. Самый же большой резонанс вызвал обнаруженный при погибшем клочок бумаги, вырванный из экземпляра очень редкого издания Омара Хайяма, на котором было написано всего два слова — Tamam Shud («Тамам Шуд»).
19 мая 2021 года после ряда запросов тело было эксгумировано для анализа, и 26 июля 2022 года было установлено, что умершим был инженер-электрик Карл Уэбб. Однако обстоятельства его смерти до сих пор не установлены.

## Описание погибшего
Согласно сообщению известного австралийского учёного Джона Бертона Клиленда, обнаруженный мужчина 40—45 лет по внешности был похож на британца. Его рост составлял 180 сантиметров, он имел карие глаза и волосы рыжеватого цвета с лёгкой сединой на висках. Лицо мужчины, не имевшее каких-либо отличительных признаков, было гладко выбрито. Пальцы его ног образовывали форму клина — такая деформация стоп встречается у людей, часто носящих обувь с острыми носами. У погибшего наблюдались ярко выраженные икроножные мышцы, что характерно для балетных танцоров и бегунов на средние и дальние дистанции.
В момент обнаружения труп лежал на спине, лицом вверх. Он был хорошо одет: белая рубашка, красно-синий галстук, коричневые брюки, носки и туфли, и, хотя в Аделаиде был период достаточно жарких дней и очень тёплых ночей, при погибшем были коричневый вязаный свитер и модный европейский двубортный пиджак. На лацкане пиджака лежала не зажжённая сигарета. Однако шляпы при нём не было, что может показаться относительно странным для 1948 года и такого костюма. Весьма подозрительным являлся тот факт, что абсолютно все этикетки на одежде были срезаны.
Прибывшие на место обнаружения тела полицейские установили полное отсутствие каких-либо признаков внешнего физического воздействия на погибшего. При обследовании карманов были обнаружены: неиспользованный билет на поездку в пригородном поезде от железнодорожного вокзала Аделаиды до станции Хенли-Бич, находящейся в 10 километрах на запад от центра города; использованный билет на автобус до остановки в Гленелге, пригороде Аделаиды, примерно в восьми с половиной километрах на запад от её центра; полупустая пачка жевательной резинки Juicy Fruit, сигаретная пачка Army Club, содержащая сигареты марки Kensitas Club, а также неполный коробок спичек. Автобусная остановка, на которой предположительно высадился мужчина, находилась примерно в 1100 метрах на север от места обнаружения тела.
Очевидцы утверждали, что вечером 30 ноября они заметили человека, очень похожего на погибшего, лежащего на спине недалеко от места обнаружения тела — рядом с интернатом для детей-инвалидов. Супружеская пара, видевшая его в период с 19:30 до 20:00, утверждала, что приблизительно в течение получаса они не замечали никаких телодвижений этого человека, хотя у них и сложилось впечатление, что его расположение за это время изменилось. Несмотря на длительное бездействие и отсутствие какой-либо реакции со стороны незнакомца, они посчитали, что мужчина был пьян и заснул, а потому не видели смысла обращаться в полицию. Другая пара утверждала, что около 19:00 видела, как лежащий на спине мужчина совершал какие-то движения руками, но не придали этому значения. Когда утром тело было обнаружено, свидетели отметили, что оно находилось в том же месте, где накануне вечером они видели незнакомца.

## Вскрытие
Вскрытие показало, что смерть мужчины наступила приблизительно в 2 часа ночи 1 декабря. Заключение судебно-медицинского эксперта гласило:

Сердце имеет нормальные размеры, признаки заболевания сердечно-сосудистой системы отсутствуют… кровеносные сосуды головного мозга легко различимы, что свидетельствует о приливе к ним крови. У погибшего зафиксировано распухание тканей глотки, а слизистая пищевода покрыта неглубоким налётом белёсого оттенка с язвенным воспалением приблизительно посередине. В желудке наблюдается смешивание крови с остатками пищи, также зафиксировано воспаление второго отдела двенадцатиперстной кишки. Обе почки воспалены, а в печени наблюдается переизбыток крови в сосудах. Селезёнка имеет неестественно крупные размеры, приблизительно в 3 раза больше нормы. В печени зафиксировано тканевое разрушение, наблюдаемое под микроскопом… также у погибшего обнаружены признаки острого гастрита.

Последней пищей погибшего был пирог корниш пасти — английское национальное блюдо, которое мужчина употребил за 3—4 часа до смерти. Никаких признаков наличия посторонних веществ в желудке тесты не выявили. Судмедэксперт доктор Дуайер сделал следующее заключение: «Я совершенно убеждён, что этот человек умер неестественной смертью… в качестве яда могли быть использованы соединения группы барбитуратов или растворимое снотворное».
Отравление было сочтено главной причиной смерти, но употреблённый мужчиной пирог не был признан источником яда. Следствие так и не смогло установить ни личность погибшего, ни обстоятельства, приведшие к его смерти, а кроме того, так и не выяснило, был ли погибший тем мужчиной, которого видели накануне вечером очевидцы, не запомнившие его лица.
Вскоре к расследованию были подключены представители Скотланд-Ярда. Была проведена достаточно серьёзная работа по распространению фотографии погибшего, а отпечатки его пальцев были переданы в следственные органы многих государств, но никаких положительных результатов это не дало. В связи с невозможностью установления личности погибшего 10 декабря 1948 года его тело было забальзамировано.

## Реакцияместных СМИ
Две ежедневные газеты, издававшиеся в Аделаиде — The Advertiser и The News, — осветили этот случай по-разному. The Advertiser в утреннем выпуске упомянул о случившемся в небольшой статье на третьей странице под заголовком «На пляже обнаружено тело человека»:

Вчера утром на пляже Сомертон рядом с интернатом для детей-инвалидов было обнаружено тело человека. Предположительно погибшим является г-н Джонсон 45 лет, проживавший на Артур-стрит в Пэйнхэме. Обнаружил тело г-н Лайонс. Расследование поручено детективу Стрэнгуэю и полицейскому Моссу.

Таблоид The News, напечатавший статью о найденном погибшем на первой полосе, осветил происшествие намного более подробно.

## Попытки установления личности погибшего

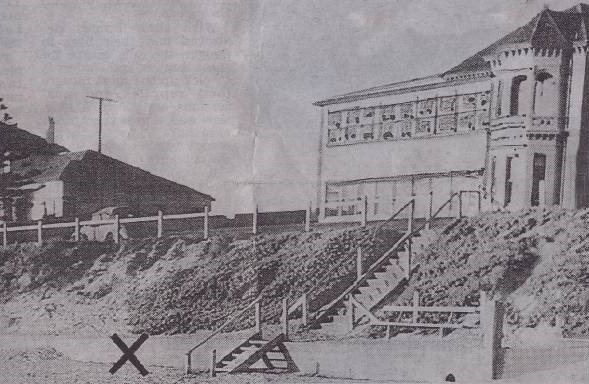
Пляж Сомертон. Место, где был обнаружен погибший, отмечено символом ×. Справа дом Alvington (снесён в 1976) на углу улиц Esplanade и Madge Terrace (сейчас Bickford Terrace)

3 декабря считавшийся, по мнению The Advertiser, обнаруженным на пляже Сомертон г-н Джонсон явился в полицейский участок для опровержения информации о собственной смерти.
В тот же день The News опубликовал фотографию погибшего на первой полосе с целью привлечения общественности к процедуре установления личности погибшего.
4 декабря полиция Аделаиды делает заявление о том, что отпечатки пальцев погибшего не обнаружены в базе данных штата Южная Австралия. 5 декабря The Advertiser сообщает, что полиция подключила к поискам отделения воинского учёта после заявления одного мужчины о том, что 13 ноября он якобы выпивал в отеле Гленелга с незнакомцем, похожим на погибшего. В процессе распития спиртного этот незнакомец демонстрировал военный билет, выданный на имя гражданина Соломонсона.
В начале января 1949 года два человека узнали в погибшем 63-летнего лесоруба Роберта Уолша. Ещё один человек, Джеймс Мэк, после осмотра тела также подтвердил, что погибшим является Роберт Уолш. Мэк утверждал, что Уолш уехал из Аделаиды несколькими месяцами ранее с целью покупки овец в Квинсленде, но так и не вернулся к Рождеству, как планировал изначально. Однако полиция отнеслась к заявлениям этих людей довольно скептически, посчитав, что Уолш слишком стар, чтобы полагать, что погибший мужчина — именно он. Тем не менее следственные органы подтвердили, что тело погибшего по своему телосложению весьма похоже на тело среднестатистического лесоруба, правда, с одним допущением — состояние рук и ногтей погибшего указывало на то, что он не занимался подобной деятельностью как минимум полтора года. Впрочем, все соображения на этот счёт были отметены после того, как г-жа Элизабет Томпсон отказалась от своих слов в пользу версии с Робертом Уолшем после вторичного осмотра тела, в результате которого выяснилось, что у погибшего не выявлено характерных признаков Уолша: на теле не было шрамов, а размер ноги покойного не соответствовал размеру ноги исчезнувшего лесоруба.
К началу февраля 1949 года следствие располагало восемью заявлениями об установлении личности погибшего, среди которых: утверждение двух жителей города Дарвин о том, что погибший являлся их другом; опознание погибшего как пропавшего конюха и служащего парохода, а также заявления о том, что найденный мужчина был шведом. Один детектив из штата Виктория первоначально посчитал, что погибший был его земляком, поскольку разглядел в печатном штампе на одежде погибшего символику логотипа сети прачечных города Мельбурн. После публикации фотографии в штате Виктория 28 человек заявили, что погибший им знако́м, однако вскоре сам детектив из Мельбурна заявил, что, согласно «другим данным», весьма маловероятно, что мужчина был жителем штата Виктория.
В ноябре 1953 года полиция объявила о том, что недавно получила 251-е по счету заявление об установлении личности погибшего от человека, который утверждал, что знал погибшего или видел его, однако в большинстве случаев единственной зацепкой для авторов заявлений была одежда, которую носил погибший.

## Обнаружение коричневого чемодана

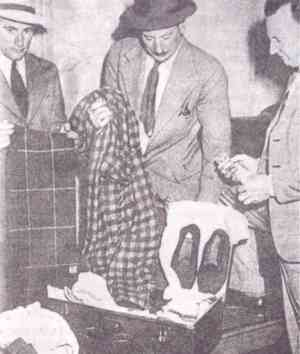
Обнаружение коричневого чемодана на станции Аделаида. Слева направо: детективы Дейв Бартлетт, Лайонел Линн, Лен Браун

Новый поворот в расследовании случился 14 января 1949 года, когда работники железнодорожного вокзала Аделаиды обнаружили чемодан со срезанным ярлыком, который был сдан в камеру хранения вокзала после 11:00 30 ноября 1948 года. Внутри были обнаружены красный халат, красные тапочки 40-го размера, четыре пары трусов, пижама, бритвенные аксессуары, светло-коричневые брюки со следами песка в манжетах, индикаторная отвёртка, столовый нож, переделанный в заточку, ножницы с остро заточенными концами и кисть для трафаретной печати.
Также в чемодане была обнаружена пачка вощёных оранжевых ниток фирмы Barbour, не продававшихся на территории Австралии и аналогичных тем, которыми была пришита заплатка в кармане брюк найденного неизвестного мужчины. Все ярлыки на одежде, находящейся внутри чемодана, были срезаны, однако полиция при осмотре странной находки обнаружила надпись «T. Keane» на галстуке, надпись «Keane» на мешке для стирки и надпись «Kean» (без последней буквы «e») на майке вместе с тремя штамповыми отпечатками, оставляемыми в химчистке: 1171/7; 4393/7 и 3053/7. Полиция посчитала, что тот, кто срезал все ярлыки с одежды, намеренно оставил метки «Keane», зная, что они никак не связаны с именем или какой-либо другой информацией о данном человеке.
С самого начала обладателем этой одежды посчитали местного моряка Тома Кина (Tom Keane), и поскольку найти его полиции не удалось, следователи решили показать тело неизвестного мужчины друзьям Тома Кина, однако те категорически опровергли предположение, что обнаруженный в Сомертоне труп мог быть трупом их друга, более того, одежда, найденная на трупе, никогда не принадлежала Тому Кину. Дальнейшее расследование показало, что ни в какой другой англоязычной стране не было сведений о пропаже какого-либо Т. Кина. Также безрезультатными оказались и обращения во все химчистки Австралии. Таким образом, единственные неопровержимые сведения, которые можно было получить из находки на вокзале, заключались в том, что халат, по всей видимости, был изготовлен в США, поскольку подобная технология шитья одежды на тот момент применялась только в этой стране.
Далее полиция проверила сведения обо всех поездах, прибывших в Аделаиду, и установила, что мужчина, скорее всего, приехал на ночном рейсе из Мельбурна, Сиднея или Порт-Огасты. Судя по всему, он принял душ и побрился в ближайшей городской бане, прежде чем вернулся на вокзал, чтобы купить билет на поезд, следовавший до Хэнли-Бич с отправлением в 10:50, однако по какой-то причине он пропустил посадку. После возвращения из бани он сдал свой чемодан в камеру хранения и сел на автобус, следовавший до Гленелга. Профессор Дерек Эббот, изучавший дело, считает, что мужчина мог приобрести билет до того, как отправился в баню. Места служебно-бытового обслуживания на вокзале в этот день были закрыты, по этой причине мужчина был вынужден отправиться в городскую баню, что отняло у него около 30 минут времени и, возможно, стало причиной его опоздания на поезд.

## Следствие
Расследование, проводимое следователем Томасом Эрскином Клилэндом, началось через несколько дней после обнаружения тела. Судмедэксперт Джон Бертон Клилэнд повторно осмотрел тело и сделал несколько открытий. Клилэнд отметил, что обувь мужчины была поразительно чистой и выглядела как совсем недавно начищенная, что явно не стыковалось с версией о том, что мужчина весь день бродил по Гленелгу. Он также добавил, что эти данные согласуются с версией о том, что тело могло быть доставлено в Сомертон уже после смерти. Данная версия появилась после того, как исследовавшие место следователи не обнаружили следов рвоты и судорог погибшего, что является непременным условием отравления ядом. Томас Клилэнд предположил, что поскольку ни один из свидетелей не может точно подтвердить, что погибший есть тот человек, которого они видели накануне, возможно, тело действительно было доставлено в Сомертон уже после смерти.
Профессор фармакологии и физиологии университета Аделаиды Седрик Стэнтон Хикс предположил, что причиной смерти мог стать неизвестный сильнодействующий ядовитый препарат. Он также определил возможный состав ядовитого вещества и поделился своими соображениями со следователем. Информация о химическом составе предполагаемого вещества не разглашалась вплоть до 1980-х годов, поскольку выяснилось, что для изготовления подобного сильнодействующего препарата требовались компоненты, которые можно было свободно приобрести в обычной аптеке. Однако при этом профессор отметил, что единственным обстоятельством, которое никак не вписывается в его версию об отравлении предполагаемым веществом, было отсутствие признаков рвоты у погибшего, что не позволяет ему сделать окончательный вывод в пользу его теории. Также Хикс заявил, что если смерть наступила спустя всего лишь 7 часов после того, как погибшего видели в последний раз, то это может означать, что мужчина употребил довольно большу́ю дозу ядовитого вещества, следовательно, телодвижения погибшего, которые заметили некоторые свидетели приблизительно в 19:00, могли быть уже предсмертными судорогами.
В самом начале расследования детектив Томас Эрскин заявил: «Я могу предположить, что причиной смерти могло стать отравление ядовитым веществом, возможно, относящимся к группе гликозидов. Данное вещество вряд ли попало в организм погибшего случайно, но я не могу сейчас точно утверждать, отравился ли погибший сам или был отравлен кем-то». Несмотря на эти заявления, а также предположения профессора Хикса, следствие так и не смогло установить точную причину смерти неизвестного мужчины.
Невозможность установления личности погибшего, а также полная неясность с причинами смерти позволили общественности назвать данный инцидент «загадкой, не имеющей себе равных, которая, скорее всего, так и не будет разгадана». Вскоре в одной из газет было высказано предположение, что если самые профессиональные эксперты так и не смогли определить состав вещества, приведшего к отравлению, то данное безусловно высокопрофессиональное убийство явно не могло быть следствием банальной разборки.

## «Рубайат» Омара Хайяма

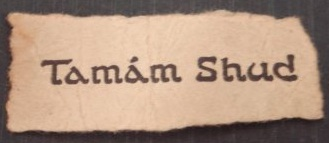
Клочок бумаги с надписью «Tamam Shud», найденный в секретном кармане брюк погибшего

Во время одного из осмотров тела погибшего в секретном кармане его брюк был найден свёрнутый клочок бумаги, содержащий странную надпись «Tamam Shud» (Тамам Шуд). В дальнейшем при публикации материала на эту тему в одной из газет была допущена опечатка: вместо «Tamam» было напечатано слово «Taman», в результате чего в историю вошло именно ошибочное название.
В общественную библиотеку был отправлен официальный запрос с просьбой перевести эту непонятную фразу. Сотрудники библиотеки идентифицировали этот текст как слово «оконченный» или «завершенный» из последней страницы сборника «Рубайат» авторства Омара Хайяма. Главная мысль произведений, входящих в эту книгу, заключается в том, что человек должен радоваться каждому мгновению своей жизни и не сожалеть о её окончании.
Полиция начала крупномасштабные поиски по всей стране с целью нахождения владельца данной книги, однако они не увенчались успехом. Позже фото клочка бумаги было разослано в органы полиции других стран, а также представлено общественности. Это помогло найти человека, которому принадлежал экземпляр очень редкого издания Омара Хайяма в переводе Эдварда Фитцджеральда, вышедшего в Новой Зеландии. Последние несколько строк стихотворения, включающие слова «Tamam Shud», были вырваны, а экспертиза показала, что клочок бумажки, найденный у погибшего, скорее всего был вырезан либо из этой книги, либо из книги того же тиража. Человек заявил, что обнаружил её в ноябре 1948 года за неделю или две до обнаружения тела, на заднем сиденье своей незапертой машины, припаркованной на Джетти Роад в Гленелеге, примерно во время проведения авиашоу Королевских ВВС Австралии. Он утверждал, что ничего не знал о найденной им книге и её связи с делом о трупе неизвестного мужчины до тех пор, пока не обнаружил статью в одной из газет. Информация об этом мужчине следствием не разглашалась, хотя теперь известно, что он работал врачом.
Основная тема произведений Омара Хайяма, входящих в найденный сборник, навела следствие на мысль, что мужчина мог покончить с собой, приняв сильнодействующее ядовитое средство, однако никаких доказательств в пользу этой теории так и не было предоставлено.

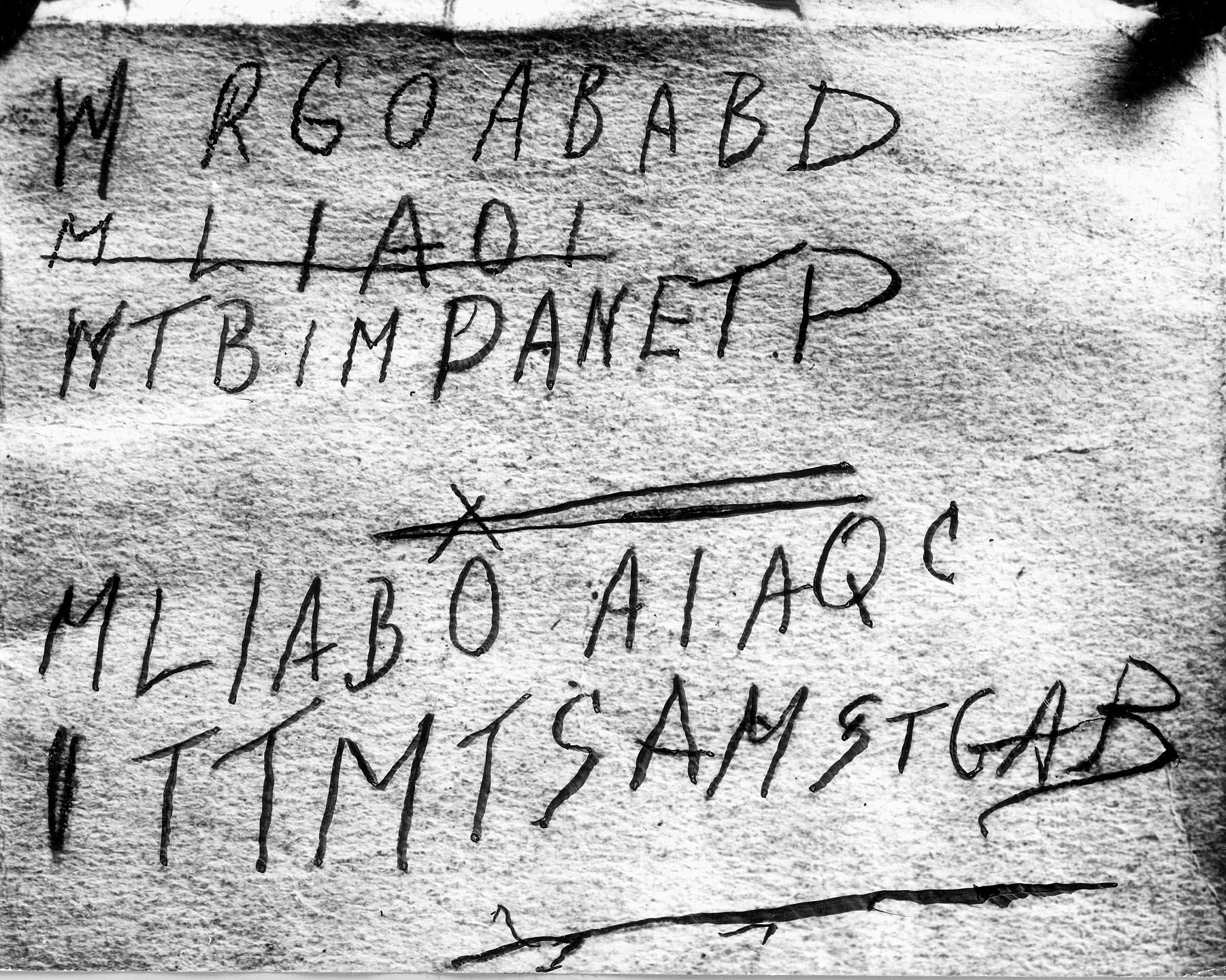
Надпись, обнаруженная на обороте книги, найденной в ходе расследования

На обороте книги карандашом были начертаны пять строчек малопонятных слов с вычеркнутой второй строкой, которая по написанию букв была очень схожа с четвёртой:
WRGOABABD
MLIAOI
WTBIMPANETP
MLIABOͯAIAQC
ITTMTSAMSTGAB.
Кроме того, начертания некоторых букв были не совсем понятны. Так, например, неясна первая буква текста, которая по своему стилю схожа как с латинской «W», так и с «M» и даже с «H». То же можно сказать и про третью строку. Однако большинство признаков начертания букв всё-таки указывает на большую схожесть с «W». Похожие неясности существуют и со второй перечёркнутой строкой, в которой последняя буква по начертанию схожа как с латинской «I», так и с «L». Кроме того в четвёртой строке над буквой «O» находилась перечёркнутая «X», однако неизвестно, имел ли этот знак хоть какую-то значимость в написанном коде.
Эксперты в области расшифровок пытались раскрыть смысл данных записей, однако так и не смогли понять их содержание. В 1978 году данный текст проанализировали в австралийском министерстве обороны и пришли к следующим выводам:
- Набор символов в данном тексте недостаточен для того, чтобы можно было создать полноценную комбинацию, несущую какой-либо смысл;
- Данный текст может быть как крайне сложным шифром, так и абсолютно бессмысленным набором символов, взятых «с потолка»;
- По результатам анализа шифра дать сколь-нибудь удовлетворительный ответ не представляется возможным[43].

Помимо странного текста на обороте книги был записан телефонный номер, принадлежавший бывшей медсестре (девичья фамилия или же псевдоним на период следствия — «Джестин»), живущей в Гленелге в 400 метрах от места обнаружения трупа. Женщина заявила, что во время её работы в клинике города Сидней ей принадлежала найденная книга, но в 1945 году она подарила её одному лейтенанту по имени Альфред Боксолл. После Второй мировой «Джестин» переехала в Мельбурн и вскоре получила письмо от того лейтенанта, однако ответила ему о своем замужестве. Также она добавила, что в 1948 году ей стало известно о том, что какой-то таинственный незнакомец расспрашивал о ней её соседа. На сегодняшний день нет никаких доказательств того, что Боксолл имел какие-либо контакты с «Джестин» после 1945 года. Детектив Линн продемонстрировал женщине гипсовую копию бюста погибшего в Сомертоне, но она не смогла опознать его.

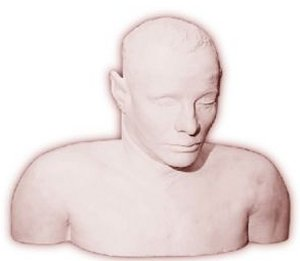
Гипсовая копия головы и плеч погибшего.

Полиция была уверена, что погибший и есть бывший лейтенант, однако вскоре Боксолл был найден живым, чем ещё больше запутал дело, поскольку он продемонстрировал полиции книгу, переданную ему медсестрой в 1945 году. Последняя страница книги с фразой «Tamam Shud» была неповреждённой.
«Джестин» отрицала любые связи с погибшим, а также не смогла объяснить, как её телефон оказался на обложке обнаруженной книги. Она также просила, чтобы её фамилия не упоминалась ни в каких сводках, дабы не связывать её с покойным. Полиция пошла на это, проводя дальнейшее расследование без её участия.
В 2002 году отставной детектив Джеральд Фелтус, который пытался разобраться в деле, опрашивал бывшую медсестру и сделал вывод, что женщина явно уклоняется от откровенного разговора или не желает об этом разговаривать, на основании чего Фелтус склонялся к тому, что она знала погибшего. В 2007 году женщина скончалась. Её настоящее имя до сих пор считается важной уликой в деле, поскольку оно может являться ключом к расшифровке непонятного текста на обороте книги.

## Версии о связи погибшего со спецслужбами
По ходу расследования среди общественности распространялись слухи о том, что лейтенант Боксолл во время Второй мировой войны служил в разведке, а погибший мужчина был не кем иным, как советским шпионом, отравленным неизвестными людьми. Во время телевизионного интервью Боксоллу был задан вопрос о возможной шпионской подоплёке в этом деле, однако он ответил, что это абсолютно выдуманное утверждение.
Факт того, что погибший был найден в Аделаиде — городе, расположенном по соседству с испытательным полигоном Вумера, где с самого начала британской ракетной программы в рамках полигонных испытаний проводились запуски практически всех сверхсекретных на тот момент британских опытных ракет, порождал различные спекуляции на эту тему. Кроме того, в апреле 1947 года одному из разведывательных подразделений армии США в рамках проекта «Венона» стало известно о том, что через Министерство иностранных дел Австралии в посольство СССР в Канберре просочилась секретная информация. Это привело к тому, что в 1948 году США объявили запрет о передаче какой-либо информации в Австралию. В ответ на это Австралия объявила о намерении создать Национальную службу безопасности (ныне это Австралийская служба безопасности и разведки).

## Расследование дела после захоронения погибшего
Для проведения дальнейшего расследования с головы и плеч погибшего была снята гипсовая копия, а тело захоронили 14 июня 1949 года на кладбище Вест-Террас. Спустя годы на могиле стали появляться цветы. Заинтересовавшись этим обстоятельством, полиция установила слежку за могилой и вскоре задержала женщину, однако она утверждала, что ничего не знает об этом человеке.
На протяжении 60 лет неоднократно предпринимались попытки расшифровать таинственную надпись на обороте книги. В том числе усилиями сотрудников военно-морской разведки, математиков, астрологов и просто обывателей. В 2004 году отставной детектив Джерри Фелтус в одной из газет сделал предположение, что последняя строка шифра — «ITTMTSAMSTGAB» могла бы означать сокращение от фразы «It’s Time To Move To South Australia Moseley Street…» (Необходимо попасть в Южную Австралию на улицу Музли). Бывшая медсестра жила именно на этой улице, проходящей в центре Гленелга.

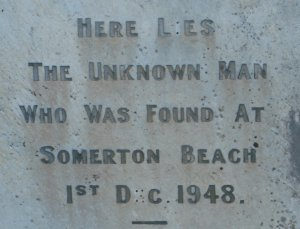
Надпись на надгробии гласит: «Здесь покоится неизвестный мужчина, найденный на пляже Сомертон 1-го декабря 1948 года»

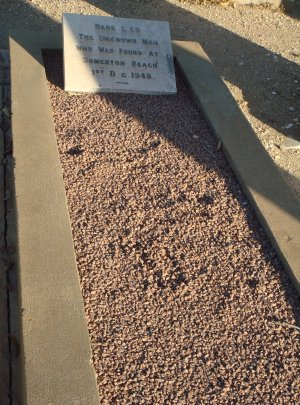
Могила таинственного человека из Сомертона

В 1978 году Австралийская радиовещательная корпорация выпустила телевизионную программу, посвящённую случаю с обнаружением тела неизвестного на пляже Сомертон. Корреспондент Стюарт Литтл проводил журналистское расследование этого дела и в том числе брал интервью у Боксолла и Пола Уоллсона — человека, снимавшего гипсовый отпечаток с тела неизвестного, однако последний отказался отвечать на вопрос о каких-либо положительных результатах в деле установления личности погибшего.
В 1994 году Джон Харбер Филипс — судья верховного суда штата Виктория и директор института судебной медицины рассматривали данное дело с целью определения причины смерти. На основании собственных результатов они пришли к выводу, что причиной смерти стало отравление дигоксином. В частности, Филипс указал на факт воспаления и набухания многих органов, что свойственно отравлению этим препаратом, а также отсутствие фактов, свидетельствующих о каком-либо заболевании мужчины, и видимых причин смерти. Кроме того, за три месяца до обнаружения тела, 16 августа 1948 года, сообщалось об отравлении дигоксином помощника министра финансов США Гарри Декстера Уайта, который был обвинён в шпионаже в пользу СССР.
Бывший старший сотрудник полиции Южной Австралии Лео Браун, который работал с этим делом в 1940-х годах, заявил, что считает погибшего человеком, проживавшим в одной из стран Восточного блока, и именно по этой причине полиция так и не смогла установить личность погибшего.

## Возможная связь дела с инцидентом с семьей Мангноссонов
6 июня 1949 года тело двухлетнего ребёнка Клайва Мангноссона было найдено в мешке в Ларгс-бэй в двадцати километрах от Сомертона. Рядом с ним без сознания лежал его отец Кейт Вальдемар Мангноссон, который был доставлен в больницу в крайне тяжёлом состоянии и впоследствии переведён в психиатрическую лечебницу.
Отец и сын в течение четырёх дней считались пропавшими без вести, а после обнаружения медэксперты установили, что Клайв был уже мёртв как минимум 24 часа. Обоих обнаружил человек по имени Нил Макрэй, утверждавший, что ночью ему приснился сон, в котором он увидел местоположение тел. Как и в случае с мужчиной из Сомертона, экспертиза не смогла выяснить причину смерти ребёнка, однако также установила, что смерть не была естественной.
После смерти Клайва мать ребёнка, Роум Мангноссон, сообщила о том, что её беспокоит неизвестный мужчина в маске, который, будучи за рулём разбитого автомобиля кремового цвета, едва не догнал её, остановившись лишь возле дверей её дома. Госпожа Мангноссон заявила, что «машина остановилась, и мужчина с шейным платком цвета хаки на лице сказал ей, чтобы она держалась подальше от полиции». Вдобавок женщина утверждала, что видела похожего мужчину недавно рядом с домом.
Женщина уверена, что все эти события связаны с тем, что её муж участвовал в процессе установления личности погибшего на пляже Сомертона. Муж якобы утверждал, что погибший был Карлом Томпсеном, который работал с ним в Ренмарке в 1939 году.
Вскоре районный глава Порт-Аделаида получил три анонимных телефонных звонка, в которых неизвестный угрожал ему расправой, если он «будет совать свой нос в дело Мангноссонов». Полиция подозревала, что подобные звонки, равно как и случай с матерью погибшего младенца, были чьим-то крайне жестоким розыгрышем.
Вскоре после заявления в полицию о преследовании неизвестным мужчиной госпожа Мангноссон тяжело заболела и оказалась на больничной койке.

## Возможная связь дела со смертью Джозефа Маршалла
В июне 1945 года, за три года до случая с человеком из Сомертона, 34-летний сингапурец Джозеф Маршалл — брат известного в Сингапуре адвоката и политика Дэвида Соула Маршала — был найден мёртвым в пригороде Сиднея Мосмане. На его груди при этом лежал раскрытый сборник «Рубаи» Омара Хайяма. Причиной его смерти считалось самоубийство путём отравления.
Известно, что через два месяца после смерти Маршалла упомянутая выше медсестра («Джестин») подарила аналогичную книгу лейтенанту Боксоллу в пригороде Сиднея Клифтон-Гарденс, находящемся в одном километре к югу от Мосмана.
15 августа 1945 года расследование по делу Маршалла было закончено. Спустя 13 дней одна из свидетелей — госпожа Гвинет Дороти Грэм — была найдена мёртвой в собственной ванне, лежащей лицом вниз и с порезами на запястье.

## Современные попытки раскрыть дело и установление личности погибшего
В марте 2009 года группа представителей Университета Аделаиды во главе с профессором Дереком Эбботом предприняла попытку распутать дело путём расшифровки таинственного текста на обороте книги, а также выступила с предложением эксгумировать тело погибшего мужчины с целью проверки его ДНК современными средствами и методами. Результаты работы группы Эббота породили некоторые вопросы, способные помочь следствию. Так, например, полиция всё это время считала, что наличие сигарет марки Kensitas в пачке бренда Army Club было связано с весьма распространённой в те годы практикой перекладывания дешёвых сигарет в пачку от более дорогих. Однако проверка некоторых официальных периодических изданий тех лет показала, что Kensitas на самом деле относились к сигаретам дорогой марки, а вот сам факт такого несоответствия бренда пачки с её содержимым вызвал подозрения у современных детективов. Это породило не рассматривавшуюся ранее версию о том, что неизвестный яд, возможно, находился в сигаретах мужчины, которые попросту были подменены без ведома погибшего.
Процесс расшифровки неизвестного текста на обороте книги был начат с нуля. Было установлено, что частота встречаемости букв текста существенно отличается от частоты повторения букв, написанных случайным образом. Формат кода соответствует формату четверостиший сборника «Рубайат», что порождает предположение о том, что система шифрования сообщения соответствует так называемому шифру Вернама. Текст сборника «Рубайат» в настоящее время анализируется при помощи современных компьютерных программ с целью создания статистической базы, содержащей информацию о частоте упоминания тех или иных букв. Правда, для более точных результатов необходимо иметь наиболее точную копию именно той книги, которая была у погибшего, а это весьма затруднительно, поскольку найденный 30 ноября 1948 г. экземпляр книги в переводе Эдварда Фитцджеральда был утерян ещё в 1960-х годах.
Современные исследования показали, что оригинальные отчёты о вскрытиях тела неизвестного мужчины, проведённых в 1948 и 1949 годах, на сегодняшний день утеряны. Профессор анатомии университета Аделаиды Мацей Хеннеберг при осмотре изображения ушей погибшего мужчины обнаружил, что их так называемый челнок (верхняя полость ушной раковины) по своим размерам превышает размеры чаши (нижней полости) ушной раковины, что по современным оценкам свойственно лишь 1—2 % представителей европеоидной расы. В мае 2009 профессор Эббот после консультаций с специалистами-стоматологами пришёл к выводу, что погибший мужчина страдал гиподонтией (врожденное отсутствие одного или нескольких зубов) обоих резцов, что свойственно лишь 2 % населения Земли. В июне 2010 года Эббот получил фотографию сына «Джестин» (псевдоним на период следствия — «Лесли»). На этой фотографии видно, что «Лесли» не только обладает превышением размеров челнока ушной раковины над чашей, но и имеет признаки гиподонтии. Вероятность того, что это случайное совпадение, оценивается в диапазоне от 1:10 000 000 до 1:20 000 000.
СМИ предположили, что сын «Джестин», которому в 1948 году было 16 месяцев и который скончался в 2009 году, возможно был её внебрачным ребёнком от Альфреда Боксолла или погибшего мужчины. Находящийся в настоящее время в отставке детектив Джерри Фелтус заявил, что ему известна фамилия по мужу бывшей медсестры, но, желая защитить тайну женщины, он не стал раскрывать её. В 2010 году имя женщины — Джессика Пауэлл — случайно было раскрыто в одной из газет, где была опубликована её фотография с подписью. В результате родственники женщины разрешили Фелтусу включить часть некоторой информации об истории семьи в его книгу «Неизвестный мужчина», посвящённую полицейскому расследованию.
Эббот считает, что эксгумация и ДНК-тест неизвестного мужчины помогут распознать его причастность к семье «Джестин», однако в октябре 2011 года главный прокурор Австралии Джон Рау отказал в разрешении на эксгумацию тела, мотивировав это тем, что для осуществления подобного мероприятия необходимы общественный интерес, подкреплённый не только любопытством, а также научная заинтересованность.
19 мая 2021 года австралийская полиция выполнила эксгумацию тела с целью его возможной идентификации по ДНК. Эксгумация выполнена в рамках операции по ДНК-исследованию всех неидентифицированных останков людей, найденных в Южной Австралии.
Тело было эксгумировано в 2021 году. Полиция заявила, что останки находятся в «приемлемом» состоянии, и с оптимизмом смотрела на перспективы извлечения ДНК. 26 июля 2022 года профессор Университета Аделаиды Дерек Эбботт заявил, что данные ДНК из образцов волос, взятых с посмертной маски покойного, показали, что этим человеком был Карл (также известный как Чарльз) Уэбб, инженер-электрик и производитель инструментов.
О жизни Карла Уэбба известно немногое. Он родился в 1905 году в пригороде Мельбурна и был младшим из шести братьев и сестер. Какое-то время Уэбб был женат на женщине по имени Дороти Робертсон (Dorothy Robertson), однако в 1947 году их брак распался. После этого Робертсон переехала в Южную Австралию. Возможно, Уэбб приехал сюда, чтобы выследить и вернуть бывшую жену. При этом записей о смерти Карла Уэбба исследователям обнаружить не удалось, что говорит в пользу идеи о том, что именно он был «человеком из Сомертона». Сестра Уэбба была замужем за мужчиной по имени Томас Кин. Таким образом, одежда из чемодана «человека из Сомертона» принадлежала скорее всего его зятю. Полиция Южной Австралии не подтвердила результат, но отнеслась к нему с «осторожным оптимизмом».

## Матрос Рейнолдс
После публикации книги «Неизвестный мужчина» женщина, живущая в Аделаиде, обратилась в СМИ и предоставила удостоверение личности, которое она нашла среди вещей, принадлежавших её отцу. Данный документ за номером 58757 был выдан в США 28 февраля 1918 года на имя некого 18-летнего матроса Рейнолдса, имевшего британское подданство. Удостоверение было передано профессору Мацею Хеннебергу в октябре 2011 года с целью провести сравнение фотографии, вклеенной в удостоверение, с фото неизвестного мужчины, обнаруженного в Сомертоне. Используя современные методы идентификации, Хеннеберг обнаружил анатомическое сходство таких черт лица, как нос, губы и глаза, но отметил различие в возможном возрасте. Однако наибольший интерес профессора вызвали ушные раковины, которые помимо уже упомянутой выше редкой формы оказались очень схожи с теми, что имелись у неизвестного погибшего. Кроме того, на обоих фото в одном и том же месте были обнаружены родинки одинаковой формы. Хеннеберг заявил:

«Большое сходство ушных раковин редкой формы и родинок позволяет мне сделать заявление о высокой доле вероятности установления личности неизвестного мужчины».

Однако, несмотря на, казалось бы, долгожданный успех, поиск в Национальных архивах США и Великобритании, а также в базе Австралийского военного мемориала не позволил обнаружить никаких записей с упоминанием матроса Рейнолдса.

## Предполагаемые родственники «Джестин»
В 2013 году предполагаемая дочь «Джестин», женщина по имени Кейт Томсон, дала интервью австралийской телепрограмме 60 Minutes. По словам Томсон, её мать, которую на самом деле звали Джессика Пауэлл, могла иметь связи с советскими спецслужбами: она всегда симпатизировала коммунистам и, как вспоминает Томсон, умела говорить по-русски, хотя никогда не признавалась, где она этому научилась. По мнению Томсон, человек, обнаруженный на пляже Сомертон, мог также быть русским шпионом. Томсон вспоминает, что, хотя во время расследования её мать всячески отрицала знакомство с человеком с пляжа Сомертон, дочери она сказала, что это «тайна слишком серьёзная, чтобы о ней стало известно простым работникам полиции». Томсон утверждает, что её единоутробный брат, Робин (прежде известный под псевдонимом «Лесли»), был рождён не от её отца, а от другого мужчины. Вдова Робина Рома Игэн и её дочь Рейчел выступили с заявлением, что, вероятно, отцом Робина был сомертонский неизвестный. Рома и Рейчел настаивают на эксгумации тела Робина с целью ДНК-экспертизы. Кейт противится этому, считая, что это неуважение к памяти её покойного брата.

## Хронология событий, связанных с инцидентом
| Даты                         | События |
| ---------------------------- | --- |
| 1905                         | Родился Карл Уэбб. |
| 1906, апрель                 | В Лондоне родился Альфред Боксолл. |
| 1912, октябрь                | В штате Квинсленд родился Проспер Томпсон, будущий муж «Джестин» (псевдоним на период следствия — «Прэсти Джонсон»). |
| 1921                         | Родилась Джессика Пауэлл («Джестин»). |
| 1944, июнь                   | У Альфреда Боксолла родилась дочь. |
| 1945, 3 июня                 | В Мосмане найден мёртвым Джозеф Маршалл. На груди погибшего лежал раскрытый сборник «Рубайат» Омара Хайяма. |
| 1945, август                 | «Джестин» дарит Боксоллу сборник «Рубайат» Омара Хайяма. |
| 1946                         | Беременная «Джестин» на время переезжает к своим родителям в пригород Мельбурна. |
| 1947                         | «Джестин» переезжает в пригород Аделаиды и берёт себе фамилию будущего мужа «Прэсти Джонсона». |
| 1947, июль                   | У «Джестин» рождается сын Робин («Лесли»). |
| 1948, середина ноября        | Согласно показаниям мужчины, имя которого не разглашалось в интересах следствия, он обнаружил экземпляр очень редкого издания Омара Хайяма в переводе Эдварда Фитцджеральда, вышедшего в Новой Зеландии на заднем сиденье своей незапертой машины, будучи в Гленелге. Последние несколько строк стихотворения были вырваны, а экспертиза показала, что клочок бумажки, найденный у погибшего, скорее всего был вырезан либо из этой книги, либо из книги того же тиража. |
| 1948, 30 ноября, 8:30-10:50  | Неизвестный прибывает на поезде в Аделаиду. На вокзале он приобретает билет на пригородный поезд до Хэнли-Бич с отправлением в 10:50, однако по какой-то причине не попадает на него. |
| 1948, 30 ноября, после 11:15 | Неизвестный приобретает билет на автобус, который в 11:15 отправляется с остановки «North Tce — South Side», расположенной напротив железнодорожного вокзала. Конечной остановкой маршрута является «Сомертон», на которую автобус согласно расписанию прибывает в 11:44. Возможно, билет был приобретен уже где-то в городе, а не в кассе возле вокзала. Если предположить, что багаж был сдан ровно в 11:00, то у Неизвестного оставалось ещё как минимум 15 минут до отправки автобуса. Вполне вероятно, эти 15 минут он мог потратить на прогулку по центру города до одной из остановок на пути следования автобуса. Также не установлено, на какой остановке вышел Неизвестный. Следственный эксперимент показал, что погибший должен был высадиться в Гленелге в нескольких минутах ходьбы от отеля «Санкт-Леонард». Эта остановка находится на расстоянии около 1 километра от дома, где жила «Джестин» и в 1,5 километрах от места обнаружения тела Неизвестного. |
| 1948, 30 ноября, 19:00-20:00 | Свидетели заметили мужчину в районе пляжа Сомертон. На следующее утро при опознании они подтверждают, что он был похож на Неизвестного. |
| 1948, 30 ноября, 22:00-23:00 | Согласно выводам судмедэксперта, Неизвестный в последний раз принял пищу. |
| 1948, 1 декабря, 2:00        | Предположительное время смерти Неизвестного согласно выводам судмедэксперта. |
| 1948, 1 декабря, 6:30        | Джон Лайонс обнаруживает тело Неизвестного. |
| 1949, 14 января              | В камере хранения на железнодорожном вокзале Аделаиды обнаружен коричневый чемодан, принадлежавший, по всей видимости, Неизвестному. |
| 1949, 6 июня                 | Нил МакРэй при весьма странных обстоятельствах обнаруживает тело мёртвого двухлетнего младенца Клайва Мангноссона и находящегося рядом с ним в крайне тяжёлом состоянии его отца — Кейта Вальдемар Мангноссона. |
| 1949, 6-14 июня              | При повторном осмотре вещей Неизвестного в потайном кармане его брюк обнаружен клочок бумаги с надписью «Tamam Shud». Дальнейшие следственные мероприятия позволяют установить, что клочок был вырезан из экземпляра книги «Рубайат» Омара Хайяма. |
| 1949, 22 июля                | Мужчина, имя которого не разглашалось в интересах следствия, приносит в полицию редкий экземпляр книги «Рубайат» с вырванными последними строками и записанным на обороте закодированным сообщением и телефонным номером. |
| 1949, 26 июля                | Установлено, что номер телефона, записанный на обороте книги, принадлежит «Джестин», проживающей в Гленелге в полукилометре от места обнаружения тела Неизвестного. После ознакомления «Джестин» с гипсовой копией бюста Неизвестного, она не смогла опознать его. |
| 1950                         | «Прэсти Джонсон» разводится со своей бывшей женой. |
| 1950, май                    | «Джестин» официально выходит замуж за «Прэсти Джонсона». |
| 1960-е                       | Утерян редкий экземпляр книги «Рубайат» в переводе Эдварда Фитцджеральда. |
| 1986                         | Коричневый чемодан, принадлежавший по версии следствия Неизвестному, вместе с его содержимым уничтожен с формулировкой «улики, не представляющие интереса для следствия». |
| 1994                         | Верховный судья штата Виктория Джон Харбер Филипс изучает материалы дела и приходит к выводу, что отравление Неизвестного вызвано передозировкой дигоксина. |
| 1995                         | Умер «Прэсти Джонсон». |
| 1995, 17 августа             | Умер Альфред Боксолл. |
| 2007, май                    | Умерла «Джестин». |
| 2009, март                   | Умер «Лесли». |
| 2019, 14 октября             | Генеральный прокурор Южной Австралии дает условное одобрение на эксгумацию тела Неизвестного для взятия образца ДНК. |
| 2021, 19 мая                 | Австралийская полиция выполнила эксгумацию тела с целью его возможной идентификации по ДНК. |
| 2022, 26 июля                | Было установлено, что погибшим был Карл Уэбб из Мельбурна. По ДНК было заполнено генеалогическое древо, позволившее установить его родственников. Причины смерти пока остаются нераскрытыми. |